# Coryphantha delaetiana
Coryphantha delaetiana (укр. Коріфанта де Лаета, Коріфанта делаетіана) — сукулентна рослина з роду коріфанта (Coryphantha) родини кактусових (Cactaceae).

## Історія
Вид вперше описаний як Mammillaria delaetiana німецьким ботаніком Леопольдом Квелєм (нім. Leopold Quehl, 1849—1922) у 1908 році у виданні нім. «Monatsschrift für Kakteenkunde». У 1929 році інший німецький ботанік Алвін Бергер (нім. Alwin Berger, 1871—1931) відніс цей таксон до роду Coryphantha.

## Етимологія
Видова назва дана на честь бельгійського суккулентолога та садівника з Контіха, власника найбільшої торгової фірми в Бельгії з експорту кави Франца Де Лаета (фр. Frantz de Laet, 1866—1928).

## Ареал і екологія
Coryphantha delaetiana є ендемічною рослиною Мексики. Ареал розташований у штатах Чіуауа, Дуранго та Коауїла. Рослини зростають великими групами, що складаються з сотень особин, на алювіальних ґрунтах на рівнинах, які лише рідко використовуються для сільського господарства.

## Морфологічний опис
| Орган              | Опис |
| ------------------ | --- |
| Тіло               | Рослина згодом формує великі групи. Окремі голови до 8 см заввишки, до 5 см в діаметрі, спочатку свіжо-, потім сіро-зелені.                                                |
| Коріння            | |
| Стебло             | від майже кулястої до короткої циліндричної, або іноді булавоподібної форми.                                                                                               |
| Епідерміс          | |
| Верхівка           | |
| Ареоли             | круглі, лише спочатку шерстисті. |
| Аксили             | |
| Соски              | 1 см завдовжки, майже ромбічні. |
| Центральні колючки | 1, злегка зігнуті, трохи сильніші ніж радіальні, до 2 см завдовжки, чорні, основа світле. Буває 3-4, одна з яких домінує, а інші 2-3 часто спрямовані вгору і більш тонкі. |
| Радіальні колючки  | колючок до 15, тонкі. |
| Квіти              | відносно невеликі, діаметр 4,5 см, жовті. |
| Бутони             | |
| Зовнішні пелюстки  | |
| Внутрішні пелюстки | |
| Тичинки            | |
| Рильця             | |
| Маточка            | |
| Плоди              | |
| Насіння            | |

## Чисельність, охоронний статус та заходи по збереженню
Coryphantha delaetiana входить до Червоного списку Міжнародного союзу охорони природи видів, з найменшим ризиком (LC).
Coryphantha delaetiana — досить поширений і рясний вид, який не має великих загроз. Існує деякий обсяг вирощування сільськогосподарських культур в окремих районах його ареалу, але це не становить великої загрози. Поточна тенденція чисельності популяції стабільна.
Невідомо, чи зустрічається цей вид на яких-небудь природоохоронних територіях.
Охороняється Конвенцією про міжнародну торгівлю видами дикої фауни і флори, що перебувають під загрозою зникнення (CITES).

## Використання та торгівля
Хоча цей вид можна вирощувати у спеціалізованих колекціях, він не є широко популярним як декоративний.